# Tony Galento

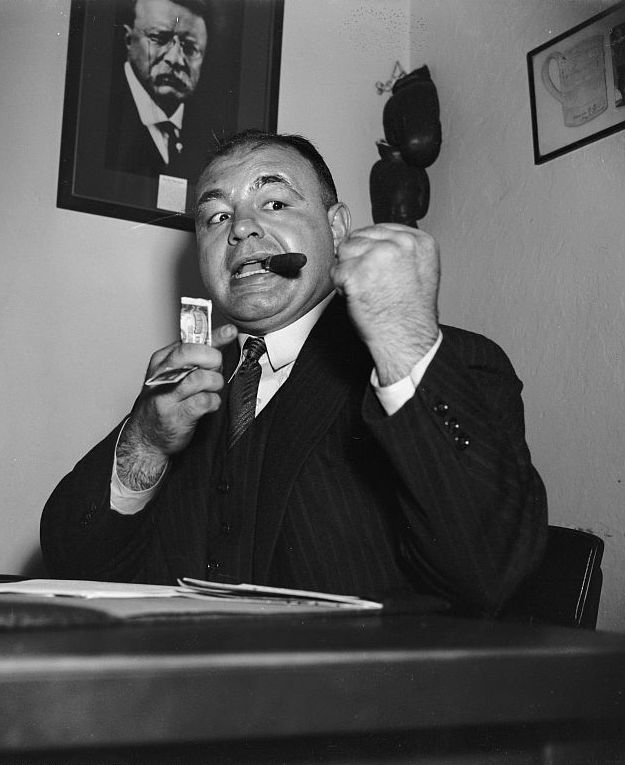
Tony Galento im November 1938

„Two Ton“ Tony Galento (* 12. März 1910 in Orange (New Jersey); † 22. Juli 1979 als Dominick Anthony Galento) war ein US-amerikanischer Schwergewichtsboxer, der u. a. gegen Joe Louis um die WM kämpfte.

## Karriere
Galento, der vor allem als Two-Ton Tony aber auch als The Jersey Nightstick, The TNT Kid, The One-Man Riot und beer barrel that walks like a man (das Bierfass das wie ein Mensch laufen kann) bekannt war, war ein legendärer Schwergewichtsboxer der 1930er Jahre. Galento betrieb eine Bar in New Jersey, um die sich jede Menge Anekdoten rankten. Und so fiel er auch mit kernigen Sprüchen auf und einem Gehabe, das viele an John L. Sullivan erinnerte.
Er war für jede Promotion zu haben, rang mit einem Oktopus, kämpfte gegen ein Känguru und zeigte sich mit einem Bären.
Sein Lieblingsspruch war: „I'll moider da bum“ (etwa: „Den Penner mach ich platt“).
Als er beispielsweise gefragt wurde, ob er überhaupt wisse, wer Shakespeare sei: „I ain't never hoid of him. I suppose he's one of them foreign heavyweights. They're all lousy. Sure as hell I'll moider da bum“.
Er verfügte über eine hohe Schlagkraft in seinem wild geschlagenen linken Haken und ein Weltklassekinn, Dinge wie Defensive und Technik waren ihm jedoch Fremdwörter, er bevorzugte rustikales, schmutziges Boxen und kannte alle Tricks.
Er verlor mehrfach gegen Arturo Godoy. Da er aber eine Reihe Gegner der erweiterten Weltklasse durch Knockout besiegt hatte, bekam er 1939 einen Titelkampf gegen Louis zugesprochen, der am 28. Juni 1939 in New York ausgetragen wurden. In diesem Kampf ging Galento zum ersten Mal in seiner Karriere zu Boden. In der dritten Runde war er jedoch der Sensation nahe, als er den Weltmeister seinerseits zu Boden schlug. Doch der drehte im nächsten Durchgang den Spieß um und besiegte Galento durch technischen Knockout.
Danach hatte er noch zwei große Kämpfe gegen Lou Nova, den er vorzeitig schlug, und Max Baer, der wiederum ihn besiegte. Gegen dessen Bruder Buddy Baer verletzte er sich an der Hand und musste aufgeben.
Nach dem Ende seiner Boxkarriere erhielt er einige kleinere Rollen in Hollywoodfilmen:
- 1954: Die Faust im Nacken (On the Waterfront)
- 1955: Schwere Jungs – leichte Mädchen (Guys and Dolls)
- 1956: Fanfaren der Freude (The Best Things in Life Are Free)
- 1958: Sumpf unter den Füßen (Wind Across The Everglades)